# استادیوم مای اسلاتینا
استادیوم مای اسلاتینا (انگلیسی: Stadionul 1 Mai) نام یک استادیوم است که، در شهرستان ایوان واقع شده است. ببشترین ظرفیت این استادیوم ۱۲٬۰۰۰ نفر است.